# Bubba Paris
William Paris, detto Bubba (Louisville, 6 ottobre 1960), è un ex giocatore di football americano statunitense che ha militato nel ruolo di offensive tackle nella National Football League (NFL).

## Carriera
Al college Paris giocò a football a Michigan, venendo premiato come All-American. Fu scelto nel corso del secondo giro (29º assoluto) del Draft NFL 1983 dai San Francisco 49ers. Con essi vinse tre Super Bowl, nel 1984, 1988 e 1989. Passò l'ultima stagione della carriera con gli Indianapolis Colts e i Detroit Lions nel 1991. In seguito divenne uno speaker motivazionale in tutti gli Stati Uniti.

## Palmarès
- Super Bowl : 3

San Francisco 49ers: XIX, XXIII, XXIV
- National Football Conference Championship: 3

San Francisco 49ers: 1984, 1988, 1989

## Famiglia
Le figlie Courtney e Ashley hanno giocato entrambe nella WNBA.